# Akinori Mikami
Akinori Mikami (三上明紀?, Mikami Akinori; Yaizu, 12 giugno 1969) è un ex calciatore giapponese.

## Caratteristiche tecniche
Formatosi come attaccante particolarmente propenso ad affrontare azioni rapide sulla fascia sinistra, dopo il passaggio della squadra al professionismo fu anche impiegato nel ruolo di centrocampista e difensore.

## Carriera
Dopo aver militato nel club calcistico del liceo di Fujieda, nel 1988 fu assunto alla Mitsubishi Motors dove iniziò a giocare nella squadra di calcio aziendale, con la quale esordì in massima serie in occasione di un incontro con il Furukawa Electric del 24 marzo 1991. Confermatosi come parte nella rosa dopo il passaggio al professionismo da parte della squadra, si ritirò nel 1994 dopo aver totalizzato 26 presenze nella massima serie nazionale e una in seconda divisione.

## Statistiche

### Presenze e reti nei club
| Stagione | Squadra               | Campionato | Campionato | Campionato | Coppe nazionali | Coppe nazionali | Coppe nazionali | Totale | Totale |
| Stagione | Squadra               | Comp       | Pres       | Reti       | Comp            | Pres            | Reti            | Pres   | Reti   |
| -------- | --------------------- | ---------- | ---------- | ---------- | --------------- | --------------- | --------------- | ------ | ------ |
| 1988-89  | Mitsubishi Heavy Ind. | JSL1       | 0          | 0          | CdL+CImp        | 0+0             | 0+0             | 0      | 0      |
| 1989-90  | Mitsubishi Heavy Ind. | JSL2       | 1          | 0          | CdL+CImp        | 0+0             | 0+0             | 0      | 0      |
| 1990-91  | Mitsubishi Motors     | JSL1       | 5          | 1          | CdL+CImp        | 0+0             | 0+0             | 0      | 0      |
| 1991-92  | Mitsubishi Motors     | JSL1       | 8          | 0          | CdL+CImp        | 0+0             | 0+0             | 0      | 0      |
| 1992     | Urawa Reds            | -          | -          | -          | JLC+CImp        | 0+0             | 0+0             | 0      | 0      |
| 1993     | Urawa Reds            | J1         | 8          | 0          | JLC+CImp        | 0+1             | 0+0             | 9      | 0      |
| 1994     | Urawa Reds            | J1         | 5          | 0          | JLC+CImp        | 0+0             | 0+0             | 5      | 0      |
|          | Totale Urawa Reds     |            | 27         | 1          |                 |                 |                 |        |        |